# 김정주 (축구 선수)
김정주(한국 한자: 金正柱, 1991년 9월 26일 ~)는 대한민국의 축구 선수로 현재 K3리그의 경주 한국수력원자력에서 공격수로 활동 중이며 2013년 동아시아 경기 대회 은메달리스트이다.

## 축구인 생활

### 선수
2009년 11월 17일, 2010 K리그 드래프트에서 강원 FC에 번외지명으로 입단하였다. 그는 2010년 3월 20일 포항 스틸러스와의 원정 경기에 교체 출장하면서 데뷔전을 치렀고, 경기는 0-4로 패배하였다. 2012년 3월 25일 성남전에서 피로골절 부상을 입은 후 팀 내에서 입지가 좁아졌다.
2013시즌을 앞두고 강릉시청으로 임대이적하였고, 강릉에서 22경기에 출전해 1골 8도움을 올리는 큰 활약하며 2013시즌 내셔널리그 베스트일레븐에 선정되었다. 2014년시즌을 앞두고 강릉시청으로 완전이적하였다.
2015년 울산 현대미포조선으로 이적하였고, 2년동안 팀의 리그 2연패에 공헌하였다.
2016시즌을 끝으로 울산현대미포조선이 해체되면서 2017년 1월 11일 대전 시티즌으로 이적하였다.
2017년 7월 경주 한국수력원자력으로 임대 이적하였으며, 9월 창원시청과의 원정경기에서 내셔널리그 통산 100경기 출전을 기록하였다.
2018시즌을 앞두고 강릉시청으로 이적했다.

## 수상

### 클럽

#### 울산 현대미포조선 돌고래
- 내셔널리그
  - 우승 2회 : 2015, 2016

#### 경주 한국수력원자력 축구단
- 내셔널리그
  - 우승 1회 : 2017

### 개인
- 내셔널리그 베스트 11 (1) : 2016